# Karan Varbovka
Karan Varbovka (Bulgaars: Каран Върбовка) is een dorp in het noorden van Bulgarije. Het dorp maakt onderdeel uit van de gemeente Dve Mogili in oblast Roese en ligt 234 kilometer ten noordoosten van Sofia.

## Bevolking
Op 31 december 2019 telde het dorp 295 inwoners.
|  |

De etnische Turken vormden de grootste bevolkingsgroep in 2011, maar er was ook een relatief grote minderheid van etnische Bulgaren.
| Etnische samenstelling van de respondenten (2011) | Etnische samenstelling van de respondenten (2011) | Etnische samenstelling van de respondenten (2011) | Etnische samenstelling van de respondenten (2011) | Etnische samenstelling van de respondenten (2011) |
| ------------------------------------------------- | ------------------------------------------------- | ------------------------------------------------- | ------------------------------------------------- | ------------------------------------------------- |
|                                                   |                                                   |                                                   |                                                   |                                                   |
| Bulgaren                                          | Bulgaren                                          |                                                   | 46,5%                                             | 46,5%                                             |
| Turken                                            | Turken                                            |                                                   | 53,2%                                             | 53,2%                                             |
| Roma                                              | Roma                                              |                                                   | 0,0%                                              | 0,0%                                              |
| Anders/Onbekend                                   | Anders/Onbekend                                   |                                                   | 0,3%                                              | 0,3%                                              |

Baniska · Batisjnitsa · Bazovets · Dve Mogili · Karan Varbovka · Katselovo · Mogilino · Ostritsa · Pepelina · Pomen · Sjirokovo · Tsjilnov